# Back in the USSR (Lied)
Back in the USSR (auch: Back in the U.S.S.R.; englisch für: Zurück in der UdSSR) ist ein Lied der britischen Band The Beatles aus dem Jahr 1968. Es eröffnet das Doppelalbum The Beatles (auch bekannt als das Weiße Album). Text und Musik verfasste Paul McCartney, allerdings wurde das Lied, wie bei den Beatles üblich, unter der Autorenangabe Lennon/McCartney veröffentlicht.

## Hintergrund
Back in the USSR wurde von Paul McCartney während eines Indien-Aufenthalts der Beatles in Rishikesh Anfang 1968 geschrieben. Das Lied entstand in Anlehnung an Back in the U.S.A. von Chuck Berry (1959) und California Girls von den Beach Boys, von denen ein Refrain im Hintergrund des Stückes parodiert wird. Zudem wird Georgia on My Mind von Ray Charles verballhornt (als Anspielung auf Georgien) zitiert. Mike Love von den Beach Boys, der die Beatles in Rishikesh begleitete, hatte McCartney Tipps für den Text von Back in the USSR gegeben. Back in the USSR gehört zu den Esher-Demos, die Ende Mai 1968 im Haus von George Harrison aufgenommen wurden.
Zum Zeitpunkt der Veröffentlichung wurde die Band von konservativen Kreisen in den USA für das komplex interpretierbare Lied kritisiert. Die rechtsradikale John Birch Society unterstellte der Band Kommunismus zu propagieren. Dagegen fand das Lied viel Anklang bei den Hörern in der damaligen Sowjetunion, die es über eingeschmuggelte Tonbänder hörten.

## Aufnahme
Die Aufnahmen fanden am 22. August 1968 in den Abbey Road Studios in London statt. Produzent war George Martin, assistiert von Ken Scott.
Während der Proben von Back in the USSR am 22. August 1968 geriet der Schlagzeuger der Beatles Ringo Starr mit der restlichen Band in heftigen Streit, da er seine musikalischen Beiträge als nicht wertgeschätzt sah und sich nur als „fünftes Rad am Wagen“ fühlte. Es endete damit, dass er die Band noch während der Probe verließ und erst nach einigen Tagen auf Bitten der anderen zurückkehrte. 
Aus diesem Grunde übernahm Paul McCartney das Schlagzeug bei Back in the USSR.
Mit McCartney am Schlagzeug, John Lennon an einem sechssaitigen Bass und George Harrison an der Sologitarre wurde der Basistrack zu Back in the USSR in fünf Takes aufgenommen.
Am 23. August 1968 nahmen die Beatles Overdubs für Back in the USSR auf: Schlagzeug, Bass, Sologitarre, Klavier und McCartneys Gesang. Lennon, McCartney und Harrison steuerten noch gemeinsamen Hintergrundgesang im Stile der Beach Boys bei. Noch am selben Tag wurde das Lied in Mono abgemischt, wobei die Aufnahme zusätzlich mit dem Geräusch eines startenden und landenden Verkehrsflugzeugs der Marke Vickers Viscount unterlegt wurde. Die Geräusche wurden dem Archiv der Abbey Road Studios entnommen, sie waren am London Heathrow Airport entstanden.
Es wurde eine Monoabmischung und eine Stereoabmischung hergestellt. Bei der Monoversion variieren die Flugzeuggeräusche im Vergleich zur gängigen Stereoversion.

## Veröffentlichungen
- Back in the USSR erschien am 22. November 1968 in Deutschland und Großbritannien auf dem Weißen Album. In den USA erschien das Album drei Tage später, am 25. November.
- Als Single wurde es zunächst nicht ausgekoppelt. Erst im Mai 1976 wurde es in Großbritannien und Deutschland als separate Single veröffentlicht und erreichte Platz 19 der britischen Single-Charts.
- Am 9. November 2018 erschien die 50-jährige Jubiläumsausgabe des neu abgemischten Albums The Beatles (Super Deluxe Box). Auf dieser befindet sich eine bisher unveröffentlichte Version (Take 5 – Instrumental backing track) von Back in the USSR sowie das Esher-Demo in einer neuen Abmischung von Giles Martin und Sam Okell.
- Am 10. November 2023 wurde das Kompilationsalbum 1967–1970 erneut wiederveröffentlicht. Auf diesem befindet sich Back in the USSR in der von Giles Martin und Sam Okell 2018 neu abgemischten Version.

## Coverversionen
Wie von den meisten Liedern der Beatles wurden seit der Veröffentlichung 1968 beständig Coverversionen veröffentlicht, darunter von Ramsey Lewis (1968), den Dead Kennedys (1979), Billy Joel (1987), den Leningrad Cowboys (1993) oder Lemmy Kilmister (2006). Eine Fassung von Chubby Checker platzierte sich 1969 in den Billboard Hot 100.
Paul McCartney nahm das Stück erstmals 1989 in sein Konzertprogramm auf. Am 24. Mai 2003 sang er das Lied im Rahmen der Back-in-the-World-Tour auf dem Roten Platz in Moskau. Liveversionen erschienen auf den Alben Tripping the Live Fantastic (1990), Back in the U.S. (2002) und Good Evening New York City (2009). Eine weitere Version von einem Konzert in Los Angeles aus dem Jahr 2007 befindet sich auf der CD Paul McCartney Live in Los Angeles, die am 17. Januar 2010 exklusiv in Großbritannien und Irland als Beilage der Zeitungen The Mail on Sunday beziehungsweise Irish Daily Mail veröffentlicht wurde. Eine weitere Veröffentlichung dieser Version erschien im Juli 2019 auf dem Livealbum Amoeba Gig.

## Auszeichnungen für Musikverkäufe
| Land/Region                  | Auszeichnungen für Musikverkäufe (Land/Region, Auszeichnung, Verkäufe) | Verkäufe |
| ---------------------------- | ---------------------------------------------------------------------- | -------- |
| Vereinigtes Königreich (BPI) | Silber                                                                 | 200.000  |
| Insgesamt                    | 1× Silber ·                                                            | 200.000  |